# U.S. Route 55
La U.S. Highway 55 était une US Route sud–nord. Bien qu'elle faisait partie des plans originaux des US Routes de 1926, elle a été supprimée moins de dix ans plus tard.

## Description du tracé
Depuis son terminus sud à Davenport, Iowa, la US 55 empruntait d'abord le corridor de l'actuelle US 67 jusqu'à Sabula, puis de la US 52 jusqu'à Hampton, Minnesota.
Au nord de Hampton, la US 55 se dirigeait vers le nord et l'ouest en direction du centre-ville de Minneapolis. Aujourd'hui, c'est la MN 50 qui reprend ce tracé jusqu'à Farmington. Dans cette ville, elle partageait la route avec ce qui était la US 65 (aujourd'hui la MN 3) jusqu'à Elm Street, Hampton.
Depuis Farmington, la US 55 se dirigeait vers l'ouest jusqu'à Burnsville via les actuels 212th Street West, Lakeville Blvd, 210th Street West, Kenwood Trail et Burnsville Parkway jusqu'à Lyndale Ave (aujourd'hui l'I-35W. Entre Farmington et Burnsville, la route a été transférée au réseau des routes d'état comme MN 50, puis, en 1994, elle a été transférée au comté comme Dakota County Road 50. À partir de Burnsville, la US 55 suivait Lyndale Avenue et traversait la rivière Minnesota. Elle entrait au centre-ville de Minneapolis via Lyndale Avenue, Lake Street et 3rd Avenue.

## Histoire
Lorsque la route a été créée en 1926, son terminus nord se trouvait à Minneapolis à l'intersection avec la US 12 près du fleuve Mississippi. Son terminus sud était à Dubuque, Iowa, à une intersection avec la US 61 (ou possiblement la US 20). En 1932, la US 55 a été prolongée vers le sud jusqu'à Davenport, vers une autre intersection avec la US 61. Alors que la US 61 suivait un tracé plus direct entre Dubuque et Davenport, la nouvelle extension de la US 55 suivait la rive ouest du Mississippi.
Deux ans plus tard, en 1934, la US 55 a été entièrement supprimée. La US 67 a été prolongée de Davenport à Dubuque, absorbant le prolongement de 1932 de la US 55. La moitié nord de ce segment était en multiplex avec un prolongement de la US 52, laquelle a remplacé la US 55 jusqu'à Hampton, Minnesota. À partir de Hampton, la US 52 a été réalignée jusqu'à Saint Paul via la MN 56 à Inver Grove Heights et Robert Street jusqu'au centre-ville de Saint Paul. Ce qui restait de la US 55 au nord et à l'ouest de Hampton a été désigné US 65. L'alignement initial de la US 65 entre Farmington et Saint Paul a été redésigné US 218 pour un an, puis, MN 218 et finalement MN 3.
Le numéro "55" a été proposé, ultérieurement, pour la route qui sera devenue la US 56.

## Intersections majeures
Iowa
 US 61 à Davenport
 US 30 à Clinton. Les routes formaient un multiplex dans la ville.
 US 61 à Key West. Les routes formaient un multiplex jusqu'à Dubuque.
 US 20 à Dubuque
 US 18 à Giard Township. Les routes formaient un multiplex jusqu'à Post Township.
Minnesota
 US 16 à Preston Township. Les routes formaient un multiplex jusqu'à Fountain Township.
 US 14 à Rochester. Les routes formaient un multiplex dans la ville.
 US 65 à Farmington
 US 10 / US 12 / TH 3 / TH 50 à Minneapolis